# Bindungstheorie (Sprachwissenschaft)
Als Bindungstheorie (englisch Binding Theory) wird ein Teilbereich der Linguistik, insbesondere der generativen Linguistik, bezeichnet, der die Distribution von Anaphern, Pronomina und frei referierenden Nominalphrasen zu beschreiben und erklären versucht. Mit Bindung wird dabei die referenzielle Abhängigkeit eines pronominalen Elements von einem sogenannten Antezedenten bezeichnet. Beispielsweise ist es die typische Funktion von Reflexivpronomen, anaphorisch zu referieren. Sie müssen dann innerhalb eines bestimmten Bereichs desselben (mitunter komplexen) Satzes einen Antezedenten haben, mit dem sie koreferent sind. Pronomen hingegen können für gewöhnlich keinen solchen Antezedenten im selben Bereich des Satzes haben. Frei referierende Nominalphrasen, wie beispielsweise Eigennamen, akzeptieren keinen anderen Ausdruck als Antezedenten.

## Geschichte
Die Bindungstheorie hat ihren Ursprung in der Transformationsgrammatik und der Extended Standard Theory der 1960er – 70er Jahre. Durch Chomsky fand sie in der Form von Government and Binding den ersten für die die linguistische Forschung der darauffolgenden Jahre sehr bedeutenden Versuch, Bindungsphänomene durch eine geschlossene Teiltheorie eines größeren theoretischen Rahmens zu beschreiben. Sie werden darin auf wenige strukturelle Bedingungen zurückgeführt, welchen nicht nur overte Elemente, sondern auch die in dieser syntaktischen Theorie angenommenen leeren Elemente, wie Spuren und leere Pronomina, unterliegen. Seit ihrem Entstehen ist sie jedoch in den meisten zentralen Aspekten in Frage gestellt und revidiert worden und wird in ihrer ursprünglichen Form nicht mehr als korrekt angenommen. Insbesondere hat die Ausweitung der empirischen Grundlage auf andere Sprachen als das Englische gezeigt, dass die von Chomsky formulierten Prinzipien nicht hinreichend sind. Zudem kann die Annahme der komplementären Distribution von Anaphern und Pronomen, die von den Bindungsprinzipien A und B impliziert werden, aufgrund der Beobachtung diesbezüglicher Ausnahmen nicht aufrechterhalten werden. Bindungsphänomene kommen in jeder Sprache vor und spielen deshalb auch in anderen syntaktischen Theorien wie beispielsweise der Head-driven Phrase Structure Grammar (HPSG) oder der Konstruktionsgrammatik eine wichtige Rolle.

## Bindungsphänomene (Beispiele)
Die folgenden Beispiele sollen illustrieren, welche Phänomene die Bindungstheorie zu erklären versucht. Dabei geben Indizes die intendierte Referenz der mit ihnen ausgezeichneten Elemente an. Koindizierte Elemente haben denselben Referenten, bezeichnen also dieselbe Entität. Der Asterisk zeigt an, wenn die durch den Index angedeutete Lesart nicht möglich ist.
1. Peteri mag ihn*i/j / sichi/*j.
2. Peteri freut sich, dass Johanj ihni/*j / sich*i/j mag.
3. Der Vateri von Johanj findet ihn*i/j /sichi/*j ziemlich toll.
4. Johani / Eri mag Johan*i/j.

Offensichtlich gelten in 1. und 2. unterschiedliche Bedingungen für die Koindizierung der pronominalen Elemente ihn bzw. sich mit den Namen Peter und Johan. Das Personalpronomen ihn scheint nicht mit einem Element im selben (Teil-)Satz koindiziert sein zu dürfen. Beim Reflexivpronomen ist offenbar genau das Gegenteil der Fall. Es muss mit einem Element im selben (Teil-)Satz koindiziert sein, um eine grammatische Lesart zu haben. Eigennamen dürfen ebenso nicht durch ein Element im selben Satz koindiziert sein. An 4. erkennt man, dass die lineare Abfolge nicht ausschlaggebend dafür ist, welches Element als Antecedenten der beiden pronominalen Elemente fungieren kann, sondern dass hier andere strukturelle Relationen gelten müssen.

## Bindungstheorie (Government and Binding)
Die folgende Darstellung orientiert sich im Wesentlichen an der Bindungstheorie, wie sie innerhalb des theoretischen Rahmens von Government and Binding formuliert wurde.

### Bindung
Als Bindung wird die Relation zwischen einem Reflexivpronomen bzw. einem Pronomen, dem gebundenen Element, und ihren Antecedenten, dem bindenden Element, bezeichnet, mit welchen sie Koreferent sind. Zunächst soll der Begriff der Bindung genau definiert werden. 
α bindet β genau dann, wenn (i) und (ii) gelten:
(i) α ist mit β koindiziert

(ii) α c-kommandiert β
Demnach ist die einschlägige strukturelle Relation, unter der Bindung stattfinden kann das C-Kommando. Dies erklärt, warum sich in Bsp. 4 nicht von Johan gebunden werden kann. Johan ist dort nämlich in der Nominalphrase Der Vater von Johan eingebettet und c-kommandiert das Reflexivum nicht. Der Vater hingegen erfüllt diese Bedingung, sodass eine Lesart, in der sich mit ihm koindiziert ist, grammatisch ist.

### Bindungsprinzipien
Ausgehend von diesem Bindungsbegriff werden drei Bindungsprinzipien formuliert. Die Darstellung soll hier zunächst dem Räsonnement der traditionellen Bindungstheorie, wie sie in Government and Binding formuliert wurde, folgen. Dort wird zwischen drei Arten von nominalen Elementen unterscheidet, die diesen Prinzipien unterliegen.

#### Anaphern (Bindungsprinzip A)
Die erste Gruppe nominaler Elemente, deren Verhalten erklärt werden muss, sind Anaphern. Als Anapher werden in diesem Zusammenhang Reflexiv- und Reziprokpronomina bezeichnet. Außerdem gelten in Government and Binding Spuren bewegter Argumente (A-Bewegung) als Anaphern. Für sie gilt, dass sie innerhalb eines bestimmten Bereichs im Satz, manchmal "lokaler Bereich" oder "Rektionsdomäne" genannt, von einem Antecedenten gebunden werden muss. Aus den Beispielen 1. und 2. könnte geschlossen werden, dass der minimale Satz, der die Anapher enthält, als Bindungsbereich des Antezedenten gilt. Betrachtet man jedoch die beiden folgenden Beispiele, wird ersichtlich, dass dies nur unter bestimmten Bedingungen richtig sein kann.
5. Peteri hört [sichi / *ihni ein Lied singen]

6. Peteri sieht [den Mannj ihmi / *sichi zu Hilfe eilen]

In 5. ist die Anapher in einem satzwertigen Infinitiv enthalten. Sie wird dennoch vom Subjekt des übergeordneten Satzes gebunden. In 6. kann die Anapher hingegen nicht vom Subjekt des Matrixsatzes gebunden werden. Der Kontrast entsteht dadurch, dass in 5. das Element, das der Anapher ihren Kasus gibt auch Regens genannt – in diesem Fall das Verb hören – nicht, wie in 6., mit ihr im eingebetteten Satz enthalten ist. Als einschlägiger Bereich für Bindung sollte demnach eher der minimale Satz angenommen werden, der die Anapher selbst und das Element enthält, das ihr ihren Kasus verleiht, das Regens. Fürs Englische wäre dieser lokale Bereich in dem Sinne zu eng gesteckt, dass nicht nur der Satz als solcher gelten kann, sondern auch eine NP.
7. Johni likes [NP stories about himselfi]

8. Johni likes [NP Billj's stories about himself*i/j]
In 7. enthält die NP das Regens der Anapher – die Präposition about – und sie wird vom Subjekt des Satzes gebunden. Dies ist allerdings nicht mehr möglich, sobald Bill zwischen die Anapher und dem Subjekt tritt. Bill kann hier als Subjekt der NP interpretiert werden. Der Domänenbegriff muss demnach zum einen hinsichtlich der syntaktischen Kategorie, die als Bindungsbereich gelten kann, verallgemeinert, zum anderen aber auch um die Beobachtung erweitert werden, dass er einen minimalen, vollständigen funktionalen Komplex bilden muss, der alle grammatischen Funktionen enthält, die mit dem Kopf der Projektion verträglich sind. In 7. ist demnach der Satz der minimale vollständige funktionale Komplex, der sowohl die Anapher als auch dessen Regens enthält, und somit auch der für die Bindung der Anapher einschlägige Bereich, wobei in 8. dies die NP ist.

Damit sind alle Begriffe, die für das Verständnis des Bindungsprinzips A nötig sind, behandelt.

Prinzip A: Anaphern müssen innerhalb ihres lokalen Bereichs gebunden sein.

#### Pronomina (Bindungsprinzip B)
Als Pronomen werden in diesem Zusammenhang Personalpronomina bezeichnet. In 1. – 3. sehen wir, dass das Pronomen in dem für Bindung relevanten Bereich von einem Antecedenten nicht gebunden sein darf, während die Anapher es sein muss. Das Pronomen wird deshalb als innerhalb des lokalen Bereichs frei bezeichnet. Ein Element ist frei genau dann, wenn es nicht gebunden ist, d. h. genau dann, wenn mindestens eine der beiden Bedingungen für Bindung nicht erfüllt ist. Ein Pronomen kann also einen Antecedenten, der es C-kommandiert besitzen, dieser darf sich nur nicht innerhalb des lokalen Bereichs befinden. Wir haben damit die Begriffe, die für das Verständnis des Bindungsprinzips B nötig sind, besprochen.
Prinzip B: Pronomina müssen innerhalb ihres lokalen Bereichs frei sein.

##### Koreferenz und Variablenbindung
Pronomina müssen nach Prinzip B lokal frei sein, können aber einen Antecedenten außerhalb des lokalen Bereichs haben. Dabei ist es wichtig, zwei Arten der Bindung zu unterscheiden. Zum einen kann ein Pronomen von einer NP außerhalb der maximalen Projektion des Satzes gebunden werden:
9. Johani wacht früh auf. Normalerweise macht eri sich zunächst einmal einen Kaffee.
10. *[Kein Junge]i wollte nach Hause gehen. Eri hatte viel zu viel Spaß.

In solchen Fällen spricht man von Koreferenz. Die Bindung des Pronomens in 9. durch Johan ist von keiner syntaktischen Beschränkung betroffen. Die einzige Bedingung für das Gelingen der Bindung ist, dass die bindende NP referiert, weshalb das Satzpaar in 10. nicht wohlgeformt ist. Zum anderen kann ein Pronomen von einer nichtreferierenden quantifizierten NP, wie kein Junge in 11., gebunden werden, sofern es in einer bestimmten syntaktischen Konfiguration zu ihr steht. Weil das Pronomen in solchen Fällen als semantische Variable interpretiert wird, die von einem quantifizierten Ausdruck gebunden wird, nennt man diese Art von Bindung Variablenbindung und unterscheidet sie von der Koreferenz. 
11. [Kein Junge]i fand, dass eri schlecht gesungen hatte.
12. *Eri fand, dass [kein Junge]i schlecht gesungen hatte.

13. Die Note, die [jeder Junge]i bekommen hatte, war ihmi viel zu schlecht. 
Der Kontrast zwischen 11. und 12. suggeriert, dass die für Variablenbindung einschlägige syntaktische Konfiguration C-Kommando sein könnte. Es wird aber aus Sätzen wie 13. klar, dass das diese syntaktische Relation zu eng gefasst ist, um Variablenbindung zu erklären. Variablenbindung und Koreferenz können somit anhand der referentiellen Eigenschaften des Binders und der syntaktischen Konfiguration, in der er mit dem Pronomen stehen muss bzw. nicht stehen muss, unterschieden werden. Die notwendigen Bedingungen für Koreferenz sind, zum einen die Referentialität zumindest einer der NPen, die koreferieren, zum anderen die Erfüllung des Prinzips B bzw. C. Bei der Variablenbindung spielt die Referenzialität des Bindenden Elements keine Rolle, es muss aber eine strukturelle Konfiguration gegeben sein, die dem C-Kommando ähnelt.

#### R-Ausdrücke (Bindungsprinzip C)
Als R-Ausdrücke werden frei referierende Ausdrücke bezeichnet. Es sind damit alle nominalen Elemente, die weder den Anaphern noch den Pronomen angehören. Frei referierende Ausdrücke können keinen Antecedenten haben, der sie C-Kommandiert. 
14. Johani glaubt, dass Peter findet, dass Johan*i schlau ist. 
Dies führt zu Formulierung des letzten Bindungsprinzips C: 
Prinzip C: R-Ausdrücke sind überall frei. 

## Einzelsprachliche Unterschiede: empirische Probleme der traditionellen Bindungstheorie
Die traditionelle Bindungstheorie macht, indem sie Bindungsphänomene auf drei Prinzipien zurückführt und gleichzeitig den Anspruch erhebt, universelle, also sprachübergreifende Gültigkeit zu haben, sehr starke Aussagen, die der Ausweitung der empirischen Basis auf andere Sprachen als das Englische in dieser Form nicht standhalten konnten. Bereits in der Diskussion über die Ausweitung des lokalen Bereiches auf andere Kategorien als den Satz (s. o.), ist angedeutet worden, dass sich Einzelsprachen hinsichtlich dessen, was als Bindungsbereich gelten kann, unterscheiden. Die Übersetzung von 8. ins Deutsche (15.) ruft beispielsweise bei vielen Muttersprachlern kein so eindeutiges Grammatikalitätsurteil hervor, wie 8. bei englischen.
15. Johani mag Petersj Geschichten über sichi/j.
Hier kann für viele Sprecher die in der NP enthaltene Anapher offenbar auch von Johan gebunden werden, obwohl es sich bei der NP um eine sogenannten vollständig funktionalen Komplex handelt. Ähnliche Unterschiede lassen sich auch in Bezug auf den Satz als lokaler Bereich beobachten.

### Lange Anaphernbindung
Der übereinzelsprachliche Vergleich hat gezeigt, dass auch mit Hinblick auf den Satz der lokale Bereich in verschiedenen Sprachen in unterschiedlichen "Größen" vorkommen. So kann im Isländischen das Subjekt eines Matrixsatzes ein Reflexivpronomen über die Grenzen finiter Teilsätze hinweg binden, sofern die Verben dieser intervenierenden Sätze im Konjunktiv stehen (16.). Im Norwegischen ist lange Bindung möglich, wenn die intervenierenden Sätze im Infinitiv stehen (17.). 
16. Jóni segir [að Maria elski sigi]
Ji. sagt, dass M. liebeKONJ sichi
"John sagt, dass Maria ihn liebe."
17. Joni bad oss snakke om segi.
Ji. bat uns sprechen über sichi.

"John bat uns, über ihn zu sprechen."
 Auf diesen Sachverhalt sind verschiedene Reaktionen möglich. Die Theorie kann versuchen, Regeln für Anaphern zu parametrisieren, das heißt, für die genauen Anwendungsbedingungen wird ein sprachspezifischer Variationsbereich definiert. Oder Reflexivpronomen könnten als mehrdeutig angesehen werden, nämlich zwischen einer Funktion als Anapher oder als logophorisches Pronomen.

### Anapherninventar
Bereits für das Englische ist eine klare Unterscheidung von Anaphern und Pronomina, zumindest nicht ohne Weiteres, möglich. Pronomina, die im Genitiv stehen, wie his oder her, können sich sowohl wie Pronomina als auch Anaphern verhalten. 
18. Johni hates hisi shoes.

19. Johni thinks that Susan hates hisi shoes.
In 18. ist das Pronomen, im Widerspruch zum Prinzip B, von einem Antecedenten im lokalen Bereich gebunden, verhält sich also wie eine Anapher. In 19. verhält sich his wiederum wie ein Pronomen. Da die englische anapher himself keine Genitivform besitzt, können solche Beispiele innerhalb der hier besprochenen Theorie damit erklärt werden, dass das mentale Lexikon zwei Einträge für das Wort his hat, weil die Anapher himself keine Genitivform himself's besitzt. Nimmt man jedoch weitere Sprachen in Betracht wird ersichtlich, dass eine einteilung nominaler Elemente in drei Gruppen für manche von ihnen nicht hinreichend ist. Einige Sprachen haben morphologisch unterschiedlich komplexe Anaphern, für die jeweils unterschiedliche Bedingungen gelten. Im Holländischen, Isländischen sowie dem Norwegischen lassen sich beispielsweise Anaphern unterscheiden die ein Morphem -zelf bzw. sjalfan (Isländisch) und selv (Norwegisch) enthalten sowie das monomorphematische zich (Isländisch: sig, Norwegisch: seg). Letztere erlauben in diesen Sprachen Lange Bindung, während erstere Formen lokal gebunden sein müssen. 
20. Johni snakker om seg selvi.

21. Johni bad oss snakke om segi/*seg selvi.